# Sumberwuluh (Candipuro)
Sumberwuluh is een bestuurslaag in het regentschap Lumajang van de provincie Oost-Java, Indonesië. Sumberwuluh telt 8786 inwoners (volkstelling 2010).